# Ekkehard I. von Scheyern
Ekkehard I. von Scheyern (* um 1052; † nach 1101 in Kleinasien) war Graf von Scheyern, Stifter des Klosters Fischbachau, Vogt von Freising und Weihenstephan.

## Leben

### Herkunft
Ekkehard I. von Scheyern war ein Sohn von Otto I. von Scheyern und Haziga von Diessen und Bruder von Bernhard I. von Scheyern, Otto II. von Scheyern und Arnold I. von Scheyern.

### Weitere Namen
Je nach Quelle wird er auch Eckhard, Eckhart, Ekard, Hecard, Herzog Bundschuh oder Eckhardus II.genannt.

### Wirken
1064 begab er sich auf Pilgerreise ins Heilige Land. Er schloss sich einem Tross adliger Persönlichkeiten an, dem u. a. Erzbischof Siegfried von Mainz, Bischöfe Günther von Bamberg, Otto von Riedenburg und Wilhelm I. von Utrecht angehörten. Auf dem Weg waren die Pilger vielen Angriffen ausgesetzt. Sie erreichten wohl auch dank Ekkehards Einsatz Jerusalem. Indem er seine großen Bundschuhe mit roten Riemen auf seine Lanze steckte und als Banner verwendete, gelang es ihm, die verstreuten Pilger zu sammeln. Dadurch erhielt er den Beinamen Graf mit dem Bundschuh. Er war einer der wenigen Pilger, die das Heilige Römische Reich wieder erreichten.
Nach seiner Rückkehr soll er den Bau des Dorfes Ried beauftragt haben, in dessen Stadtwappen der Bundschuh zu sehen ist.
Ekkehard I. wurde nach dem Tod des Vaters um 1074 Vogt von Freising und Weihenstephan.
Als 1096 zum Ersten Kreuzzug aufgerufen wurde, meldeten sich Ekkehard I. und sein Bruder Otto II. Um 1101 brach er nach  Palästina auf und kehrte anders als sein Bruder nicht zurück.

## Familie
Ekkehard I. heiratete Richgardis von Istrien-Krain aus dem Hause Weimar-Orlamünde, eine Tochter des Markgrafen Ulrich I. und der Sophia von Ungarn. Aus der Ehe gingen drei Kinder hervor:
- Udalrich I. von Scheyern
- Otto V. von Scheyern[1]
- Ekkehard II. von Scheyern

Er war Stammvater von u. a. Ludwig IV.
Seine Witwe Richgard heiratete in zweiter Ehe seinen Bruder Otto II. von Scheyern (*?; † 1120) und hatte mit diesem vier Kinder.